# Stein Eriksen
Stein Eriksen, norveški alpski smučar, * 11. december 1927, Oslo, Norveška, † 27. december 2015, Park City, Utah, Združene države Amerike.
Eriksen je v svoji karieri nastopil na zimskih olimpijskih igrah v letih 1948 v St. Moritzu in 1952 v Oslu. Uspešnejši je bil na igrah v domačem Oslo, ko je osvojil naslov olimpijskega prvaka v veleslalomu in podprvaka v slalomu. Na svetovnih prvenstvih je osvojil naslove prvaka v slalomu, veleslalomu in kombinaciji leta 1954 ter bron v slalomu leta 1950.
Njegov oče Marius Eriksen je bil telovadec, brat Marius Eriksen pa prav tako alpski smučar. V letih 1951 in 1954 je bil izbran za norveškega športnika leta.
Po zimskih olimpijskih igrah 1952 se je preselil v Združene države Amerike, kjer je živel do svoje smrti.